# George Koumantarakis
George Koumantarakis, né le 27 mars 1974 à Athènes en Grèce, est un footballeur sud-africain d'origine grecque. Il a joué notamment pour le FC Lucerne, le FC Bâle et Preston North End. Il compte 13 sélections et 1 but avec la sélection sud-africaine, avec laquelle il a participé à la Coupe du monde 2002.